# 大程镇
大程镇，是中华人民共和国陕西省咸陽市三原县下辖的一个乡镇级行政单位。

## 行政区划
大程镇下辖以下地区：
大程村、义和村、太和村、荆中村、金尧村、小王村、东刘村、东周村、南周村、西张村、王店村、等桥村、吴家村、屯王村、永合村、毕家沟村、桃沟村、冯家塬村、福音村、徐木村、老庙村、苟家村和朱家湾村。